# Бетбулак
Бетбулак (каз. Бетбұлақ; ранее — совхоз Алгабас) — село в Улытауском районе Улытауской области Казахстана. Административный центр и единственный населённый пункт Алгабасского сельского округа. Находится примерно в 81 км к востоку от районного центра, села Улытау. Код КАТО — 356033100.

## Население
В 1999 году население села составляло 778 человек (408 мужчин и 370 женщин). По данным переписи 2009 года, в селе проживало 565 человек (303 мужчины и 262 женщины).